# گنیچی تاکاهاشی
گنیچی تاکاهاشی (انگلیسی: Genichi Takahashi؛ زادهٔ ۲۸ ژوئن ۱۹۸۰) بازیکن فوتبال اهل ژاپن است.
از باشگاه‌هایی که در آن بازی کرده‌است می‌توان به باشگاه فوتبال اوراوا رد دیاموندز اشاره کرد.